# فرودگاه زالاواد
فرودگاه زالاواد  (به انگلیسی: Zalawad Airport)  یک فرودگاه همگانی  با کد یاتا SUN است . این فرودگاه در شهر سورندرانگر کشور هند قرار دارد .